# Rudolfo Anaya
Rudolfo Anaya (Pastura, New Mexico, 30 oktober 1937 - Albuquerque (stad), 28 juni 2020) was een Amerikaans auteur. Zijn bekendste roman is Bless Me, Ultima uit 1972. Anaya wordt beschouwd als een van de eerste belangrijke auteurs uit de canon van de zogenaamde Chicanoliteratuur, de in het Engels geschreven literatuur van Amerikaanse Mexicanen in de Verenigde Staten.

## Biografie
Rudolfo Anaya was de zoon van Martin en Rafaelita Anaya. Hij kwam uit een familie van schaapherders en boeren. Rudolfo was de vijfde van zeven kinderen en had enkele halfbroers en -zussen uit de eerdere huwelijken van zijn vader. Rudolfo's familie verhuisde eerst naar Santa Rosa en vervolgens naar Albuquerque. Bij Rudolfo Anaya thuis werd Spaans gesproken, hij leerde pas Engels toen hij naar school ging. 
In zijn tienerjaren kreeg Rudolfo Anaya een ongeluk bij het duiken, waarbij hij twee nekwervels brak. Hij was in eerste instantie verlamd maar herstelde gaandeweg en leerde opnieuw lopen, hoewel hij de pijn nooit helemaal kwijtraakte. 
In 1956 studeerde Rudolfo Anaya af aan de hogeschool van Albuquerque en ging vervolgens naar de Universiteit van Nieuw-Mexico, waar hij in 1963 afstudeerde op Engels. Van 1963 tot 1970 werkte hij als onderwijzer op een school in Albuquerque. In 1966 trouwde hij met Patricia Lawless, die hem aanmoedigde zijn literaire carrière verder voort te zetten. In zeven jaar tijd voltooide hij zijn roman Bless Me, Ultima, die vervolgens door tientallen uitgeverijen werd geweigerd. Pas in 1972 was een uitgeverij bereid het boek te publiceren.  
In 1974 aanvaardde Rudolfo Anaya een aanstelling als assistent-hoogleraar aan de Universiteit van Nieuw-Mexico. In 1988 werd hij volledig hoogleraar op het gebied van Engelse taal en literatuur. Na zijn pensionering in 1993 is hij doorgegaan met het schrijven van verhalen voor met name kinderen en jongvolwassenen. Tot zijn latere werken behoren de roman  Alburquerque en een serie detectiveromans.

## Fictie voor volwassenen
- Bless Me, Ultima (1972), ISBN 0-446-67536-9
- Heart of Aztlan (1976), ISBN 0915808188
- Tortuga (1979), ISBN 091580834X
- Silence of the Llano: Short Stories (1982), ISBN 0892290099
- The Legend of La Llorona: A Short Novel (1984), ISBN 0892290153
- Lord of the Dawn: the Legend of Quetzalcóatl (1987), ISBN 0-8263-1001-X
- Alburquerque (1992), ISBN 0-8263-1359-0
- Zia Summer (1995), ISBN 0446518433
- Jalamanta: A Message from the Desert (1996), ISBN 0446520241
- Rio Grande Fall (1996), ISBN 0446518441
- Shaman Winter (1999), ISBN 0446523747
- Serafina's Stories (2004), ISBN 0826335691
- Jemez Spring (2005), ISBN 0826336841
- The Man Who Could Fly and Other Stories (2006), ISBN 0-8061-3738-X
- Randy Lopez Goes Home: A Novel (Chicana & Chicano Visions of the Americas Series) (2011), ISBN 0806141891
- The Old Man's Love Story (Chicana & Chicano Visions of the Americas series) (2013), ISBN 0806143576
- The Sorrows of Young Alfonso (Chicana & Chicano Visions of the Americas series) (2016), ISBN 978-0806152264

## Kinderboeken
- The Farolitos of Christmas: A New Mexico Christmas Story (1987), ISBN 0-937206-05-9
- Maya's Children: The Story of La Llorona (1996), geïllustreerd door Maria Baca, ISBN 0-7868-0152-2
- Farolitos for Abuelo (1998), geïllustreerd door Edward Gonzalez, ISBN 0-7868-0237-5
- My Land Sings: Stories from the Rio Grande (1999), geïllustreerd door Amy Córdova, ISBN 0-688-15078-0
- Elegy on the Death of César Chávez (2000), geïllustreerd door Gaspar Enriquez, ISBN 0-938317-51-2
- Roadrunner's Dance (2000), geïllustreerd door David Diaz, ISBN 0-7868-0254-5
- The Santero's Miracle: A Bilingual Story (2004), geïllustreerd door Amy Córdova, ISBN 0-8263-2847-4
- The Curse of the ChupaCabra (2006), ISBN 0-8263-4114-4
- The First Tortilla (2007), geïllustreerd door Amy Córdova ISBN 0-8263-4214-0
- ChupaCabra and the Roswell UFO (2008), ISBN 0-8263-4469-0

## Toneelstukken
- The Season of La Llorona[4]
- Ay, Compadre! (1994)[4]
- The Farolitos of Christmas (1987)[4]
- Matachines (1992)[4]
- Billy the Kid (1995)[4]
- Who Killed Don Jose? (1995)[4]
- Rosa Linda (2013)[5]
- Bless Me, Ultima (2018)[6]

## Prijzen en onderscheidingen
- Premio Quinto Sol literary award, for Bless Me, Ultima, 1970
- NM Governor's Public Service Award, 1978, 1980
- Natl Chicano Council on Higher Education fellowship, 1978–79
- National Endowment for the Arts fellowships, 1979, 1980
- American Book Award, Before Columbus Foundation, voor Tortuga, 1980
- D.H.L., Univ. of Albuquerque, 1981
- Corporation for Public Broadcasting script development award, voor "Rosa Linda," 1982
- Award for Achievement in Chicano Literature, Hispanic Caucus of Teachers of English, 1983
- Kellogg Foundation fellowship, 1983–85
- D.H.L., Marycrest Coll., 1984
- Mexican Medal of Friendship, Mexican Consulate of Albuquerque, 1986
- PEN-West Fiction Award, 1992, for Alburquerque[7][8]
- NEA National Medal of Arts Lifetime Honor, 2001[9][10]
- Outstanding Latino/a Cultural Award in Literary Arts or Publications, American Association of Hispanics in Higher Education (AAHHE), 2003
- People's Choice Award, 2007 New Mexico Book Awards[11]
- Notable New Mexican 2007[12]
- Robert Kirsch Award 2011[13]
- Lifetime Achievement Award in Literature from the Paul Bartlett Re Peace Prize, 2014[14][15]
- Inducted into Albuquerque's Wall of Fame, 2014[16]
- 2015 National Humanities Medal[17]